# Prima dell'apocalisse 2 - Tribulation Force
Prima dell'apocalisse 2 - Tribulation Force (Left Behind II: Tribulation Force) è un film statunitense del 2002 diretto da Bill Corcoran.
La pellicola è tratta dal romanzo I castighi dell'apocalisse, secondo libro della saga di Left Behind scritta da Jerry B. Jenkins e Tim LaHaye, entrambi non accreditati nei titoli del film.
Sequel di Prima dell'apocalisse, il film è stato prodotto e distribuito dalla Cloud Ten Pictures e Namesake Entertainment.  Nonostante fosse prevista l'uscita nelle sale per il 31 dicembre 2002, il film non venne mai proiettato se non in alcune chiese negli Stati Uniti venendo distribuito direttamente in home video il 29 ottobre 2002.

## Trama
A una settimana dalla scomparsa nel nulla di milioni di persone e con il caos che regna nel pianeta, i superstiti cercano un leader che possa dar loro la speranza di tornare a credere in Dio e a sperare in una vita pacifica. Trovano questa speranza nel segretario generale delle Nazioni Unite, Nicolae Carpathia, che conquista la fiducia dei governanti e dell'opinione pubblica. Ma le intenzioni del politico non sono quelle che sembrano, difatti egli è il primo dei quattro Cavalieri dell'Apocalisse, rappresenta l'anticristo che vuole prendere il sopravvento dando loro una nuova fede in cui credere e condannare così l'umanità attraverso un'unica religione mondiale.
L'ultima speranza della terra è un gruppo di superstiti nominatosi Tribulation Force e composto da ex-atei e peccatori redenti, il quale tenta di diffondere la verità su Carpathia rivelando al mondo i suoi sinistri obiettivi e convertire al cristianesimo evangelico quante più persone "rimaste indietro" possibili. Nel gruppo vi sono anche Buck Williams, un popolare giornalista televisivo che ha avuto occasione di osservare da vicino il doppiogiochismo e le manipolazioni di Carpathia, e il pilota di linea Rayford Steele, ancora sconvolto dall'improvvisa sparizione di sua moglie e suo figlio, ma la cui amicizia col pastore Barnes e la sua rinascita come cristiano lo hanno portato vicino alla religione e riavvicinato con la sua figlia ribelle Chloe.

## Sequel
Un terzo ed ultimo film della serie venne realizzato nel 2005 ed intitolato Gli esclusi - Il mondo in guerra.

## Riconoscimenti
- 2003 - DVD Exclusive Awards
  - Candidatura Miglior film Live-action in prima visione DVD[2]
- 2003 - Golden Reel Award
  - Candidatura Miglior montaggio sonoro in diretta al video[2]